# 九条立子
九条 立子（くじょう たつこ/りっし、建久3年（1192年） - 宝治元年12月21日（1248年1月18日））は鎌倉時代の后妃、女院。摂政九条良経の長女（母は権大納言一条能保の女）で、順徳天皇の中宮となる。仲恭天皇の母。院号は東一条院（ひがしいちじょういん）。法名は清浄観。

## 生涯
承元3年（1209年）に順徳天皇のもとへ入内したが、『愚管抄』によれば、当初は土御門天皇に入内させるべく準備が進められていたところを、後鳥羽院たっての要請により弟で東宮の守成親王、後の順徳天皇への入内が決められたという。承元4年12月29日（西暦1211年1月15日）に女御宣下され、翌承元5年1月22日（1211年2月7日）には中宮に冊立。建保5年（1217年）3月22日諦子内親王（明義門院）を出産。建保6年（1218年）10月10日には懐成親王、後の九条廃帝（仲恭天皇）を出産する。
承久3年（1221年）の承久の乱で、夫・順徳上皇が佐渡島に配流となると、その翌年の3月25日に院号宣下あって、東一条院となる。嘉禄2年（1226年）8月7日出家。宝治元年（1247年）崩御。享年57。

## 補注